# Diaea megagyna
Diaea megagyna là một loài nhện trong họ Thomisidae.
Loài này thuộc chi Diaea. Diaea megagyna được miêu tả năm 1995 bởi Evans.